# Saksonia-Eisenach
Księstwo Saksonii-Eisenach (niem. Herzogtum Sachsen-Eisenach) – księstwo Świętego Cesarstwa Rzymskiego Narodu Niemieckiego (do 1806), powstałe z wydzieleniu ziem dla ernestyńskiej linii dynastii Wettynów. Stolicą był Eisenach. Księstwo trzeciej kreacji było w latach 1806–1809 państwem Związku Reńskiego.

## Historia
W wyniku podziału erfurckiego potomkowie Jana Fryderyka Wspaniałomyślnego (linia ernestyńska Wettynów) podzielili między siebie dobra turyńskie. Powstały m.in. księstwa Saksonii-Weimar oraz Saksonii-Coburg-Eisenach. Przez następne trzy stulecia ziemie ernestyńskich Wettynów ulegały podziałom, to znów ponownie łączyły się. W rezultacie Księstwo Saksonii-Eisenach oddzielono i włączono z powrotem do macierzy kilkakrotnie. Rzeczywiste terytoria księstwa zmieniały się wraz z każdą kreacją, ale zawsze w ich skład wchodziło miasto Eisenach, jako rdzeń.
Księstwo pierwszej kreacji powstało w 1596, po śmierci Jan Fryderyka II, kiedy to podzielono księstwo Sachsen-Coburg-Eisenach. Jan Ernest odziedziczył Eisenach, a starszy Jan Kazimierz Coburg. Gdy w 1633 roku książę Jan Kazimierz zmarł bezpotomnie księstwa zjednoczyły się. Niemniej jednak sam również zmarł bezpotomnie w 1638, a jego terytoria zostały podzielone między Saksonię-Weimar i Saksonię-Altenburg.
W 1640 r. powstało księstwo drugiej kreacji w wyniku podziałów w księstwie Saksonii-Weimar. Istniało jednak zaledwie cztery lata, po czym jego ziemie zostały podzielone między Saksonię-Gotha i Saksonię-Weimar.
Przez prawie 20 lat Eisenach był częścią Saksonii-Weimar. Jednak, kiedy to książę Wilhelm zmarł w 1662 roku, zostawił po sobie czworo synów: Jana Ernest, Adolfa Wilhelma, Jana Jerzego i Bernarda. Spośród nich Adolf Wilhelm otrzymał Eisenach. Saksonia-Eisenach otrzymała swój ostateczny kształt w 1672 roku, po śmierci księcia Saksonii-Altenburg Fryderyka Wilhelma III i podziale jego ziem.
W 1741 roku bezpotomnie zmarł książę Wilhelm Henryk. Książę Saksonii-Weimar Ernest August I, kuzyn Wilhelma, odziedziczył władzę w jego księstwie łącząc obydwa unią personalnej do 1809, kiedy to księstwa zostały formalnie zjednoczone w Saksonię-Weimar-Eisenach (od 1815 – wielkie księstwo).

## Książęta (Herzöge)

### Pierwsza kreacja (1596-1638)
- 1596–1638 Jan Ernest (1596–1638)

1638 – podział między Saksonię-Altenburg i Saksonię-Weimar

### Druga kreacja (1640–1644)
- 1640–1644 Albrecht IV

1644 – podział między Saksonię-Gotha i Saksonię-Weimar

### Trzecia kreacja (1662–1809)
- 1662–1668 Adolf Wilhelm
- 1668–1671 Wilhelm August
- 1671–1686 Jan Jerzy I
- 1686–1698 Jan Jerzy II (syn)
- 1698–1729 Jan Wilhelm (brat)
- 1729–1741 Wilhelm Henryk (syn)

Saksonia-Weimar i Saksonia-Eisenach (unia personalna):
- 1741–1748 Ernest August I (syn Jana Ernesta III) od 1707 Kappellendorf; od 1728 także Weimar; od 1741 także Eisenach
- 1748–1758 Ernest August II (syn Ernesta Augusta I)
- 1758–1809 Karol August I (syn Ernesta Augusta II)

### Genealogia
- uproszczona genealogia panujących z dynastii Wettynów: